# 科特林島

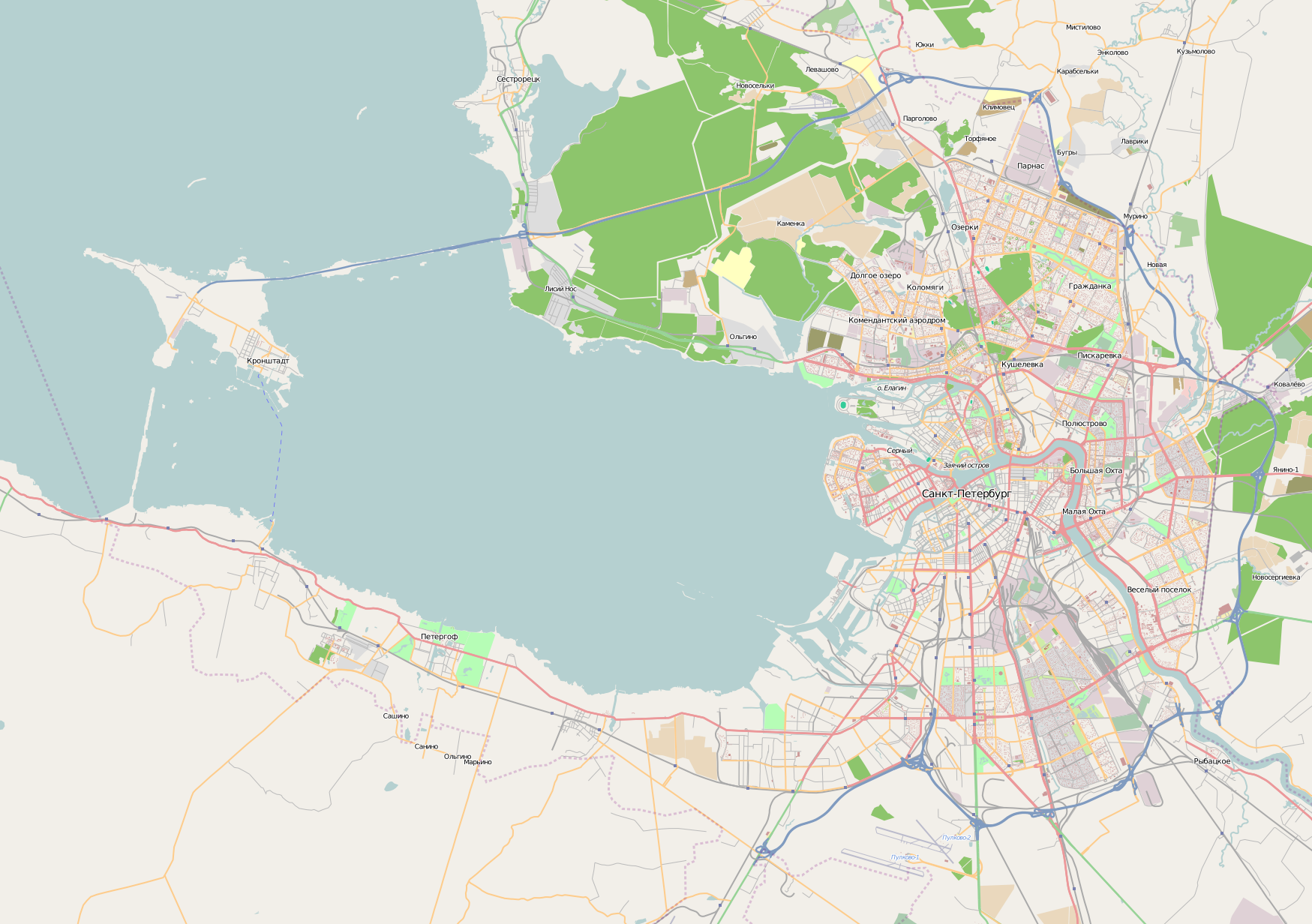
地圖左側的島嶼即為科特林島

科特林島（俄语：Котлин）是一座俄羅斯的島嶼，位於聖彼得堡以西約30公里處，形狀狹長，東西長度約14公里，南北寬度約2公里，面積有16平方公里，將涅瓦灣自芬蘭灣其餘部份分隔開來，扼守俄羅斯進出波羅的海的航道。科特林島上建有喀琅施塔得市，為聖彼得堡下轄的城市。

## 歷史
古時科特林島為芬蘭人的土地，在芬蘭語中稱為「雷圖薩里島」（Retusaari）。1155年芬蘭被瑞典征服，瑞典和俄羅斯人的諾夫哥羅德公國互相爭奪科特林島，最後於13世紀時確定歸屬於諾夫哥羅德公國。後來諾夫哥羅德公國於1478年被莫斯科公國征服，於是科特林島成為莫斯科公國的領土。但1613年時科特林島又被瑞典與卡累利阿共同瓜分，直到1703年時俄羅斯帝國的彼得大帝才在大北方戰争中重新從瑞典手中奪回科特林島。由於科特林島的軍事戰略地位非常重要，所以彼得大帝奪回科特林島後，便在島上建立喀琅施塔得市，作為防衛京師聖彼得堡的要塞。18世紀的20年代起，科特林島更成為俄國海軍指揮所和波羅的海艦隊的基地。